# Justy Specker
Justin Paul Specker, detto Justy (Ferrette, 18 agosto 1919 – Saint-Paul-en-Forêt, 16 novembre 2002), è stato un cestista francese.

## Carriera
Con la Francia ha disputato tre edizioni dei Campionati europei (1946, 1951, 1953), vincendo due medaglie di bronzo.